# Pseudoscops grammicus
El búho jamaicano o lechuza jamaiquina (Pseudoscops grammicus, anteriormente Asio grammicus) es una especie de ave estrigiforme de la familia de los búhos (Strigidae). Este pequeño búho antillano es endémico de Jamaica. Tiene vientre pardo oscuro, y un disco facial ámbar, enmarcado entre negro y blancuzco. Tiene ojos en avellana, grandes orejas y un pico amarillo grisáceo. Mayormente prefiere hábitats abiertos, con ramajes, generalmente en tierras bajas. 
Ave nocturna, come principalmente insectos grandes, arañas, anfibios, lagartijas, aves y roedores. Pone sus huevos en cavidades de árboles. Esta especie es común y ampliamente expandida en su limitado rango. Vive solo en Jamaica, y algunas subpoblaciones están en riesgo por pérdida de hábitat.
Algunos consideran que es la única especie del género Pseudoscops, y otras autoridades también incluyen a Asio (Pseudoscops) clamator.